# シャラワジ
シャラワジ（英: Sharawadgi、もしくはsharawaggi）は、有機的で自然にみえる景観をつくるため、直線的造形やシンメトリーを避ける、造園ないし建築の技法である。
中国庭園における概念であるとみなされており、ウィリアム・テンプルの随筆である『エピクロスの庭園にて』（英: Upon the gardens of Epicurus）で紹介されたことをきっかけに、18世紀のイギリス式庭園に影響を与えた。テンプルがこの語彙をはじめて用いたのは、造園に幾何学的な秩序をもとめない中国的な美的感覚を、直線・規則性・対称性に重きを置く、フランス式庭園の影響から当時ヨーロッパで流行していたバロック式造園と比較して論じたときであった。
この用語は日本語のなんらかの語彙からの借用語であると考えられているが、中国語に起源を求める多くの学術的努力がなされてきた。

## 語源

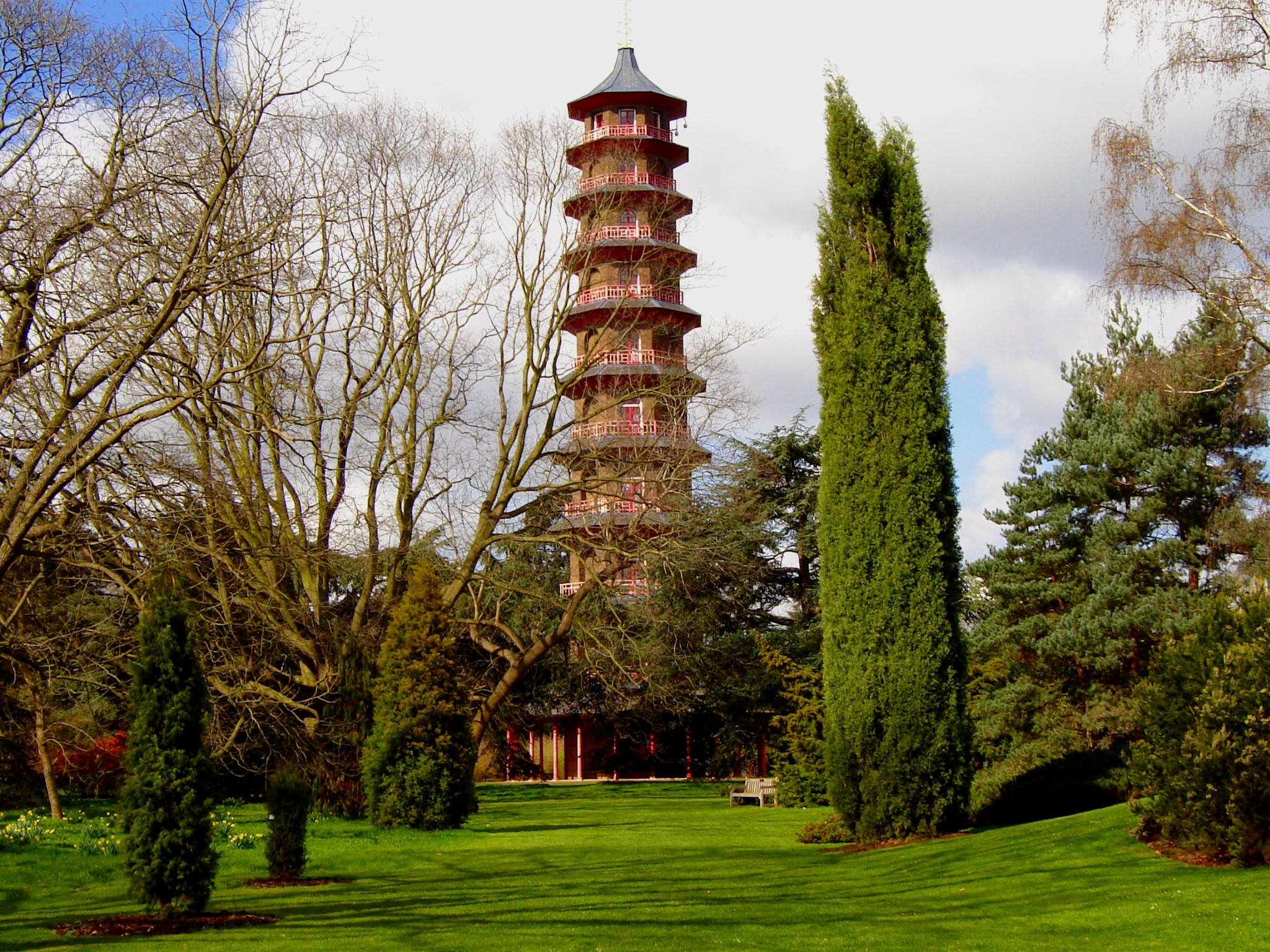
キューガーデンのグレート・パゴダ。ウィリアム・チェンバーズによって1761年に建造された。中国式の庭園建築は、シャラワジという造園思想とともに流行した。

シャラワジという語彙は、1685年に執筆され、1692年に出版されたウィリアム・テンプルの『エピクロスの庭園にて』ではじめて用いられた。テンプルは、東インド諸島に住んでいたオランダ人からこの言葉を学んだのだろう。ホレス・ウォルポールはこの用語を不規則・非対称・古典様式の厳格な規則からの自由に紐づけて用いている。また、この用語をウォルポールが使うようになったころには、この言葉は18世紀の美学理論にもちいられる語彙として一般的なものになっていた。
シャラワジの語源は議論の的となっている。中国語の語彙に起源をもとめたものとして、「無造作であったり、不規則であったりするものの優美さに、感銘を受けたり驚いたりする性質」を表す洒落瑰琦（拼音: sǎ luò guī qí）が起源であるという説、「散らばっており不規則であること」を表す散亂（拼音: sǎn luàn）ないし疏落（拼音: shū luò）と、場所や配置を意味する位置（拼音: wèi zhì）を組み合わせた、「無秩序さによって趣味よく華やいだ空間」を表す言葉が起源であるという説などがある。これらの提案を検討したスシ・ラング（Susi Lang）とニコラウス・ペヴズナーは、この言葉の語源が中国にあると確証させることはできないと結論付けた。マイケル・サリバンは、この語がペルシャ語の転訛であると主張し、ほかの多くの学者は日本語に起源があるという説を立てた。
E・V・ゲートンビー（E.V. Gatenby）とキアラン・マリー（Ciaran Murray）は、シャラワジの語源は日本語の「揃わじ」であると考えた。しかし、この仮説は意味と音声の類似にのみ依拠しており、その他の証拠に欠けると指摘されている。造園学者のウィーベ・カウテルト（Wybe Kuitert）は、シャラワジの語源は「洒落味」（しゃらあじ）であるという説を提起した。シャラワジという言葉が英語に借用された江戸時代当時、洒落味という用語が使われていたことを示す資料はないものの、「洒落」と「味」はこの時代の美学における重要な概念であり、当時の話し言葉としてこうした言葉が用いられていた可能性は否定できないとしている。日本において「洒落味」という言葉は後世の文学批評に何回か現れ、着物の図案の美を評価する際に一般的に用いられるという。

## 歴史

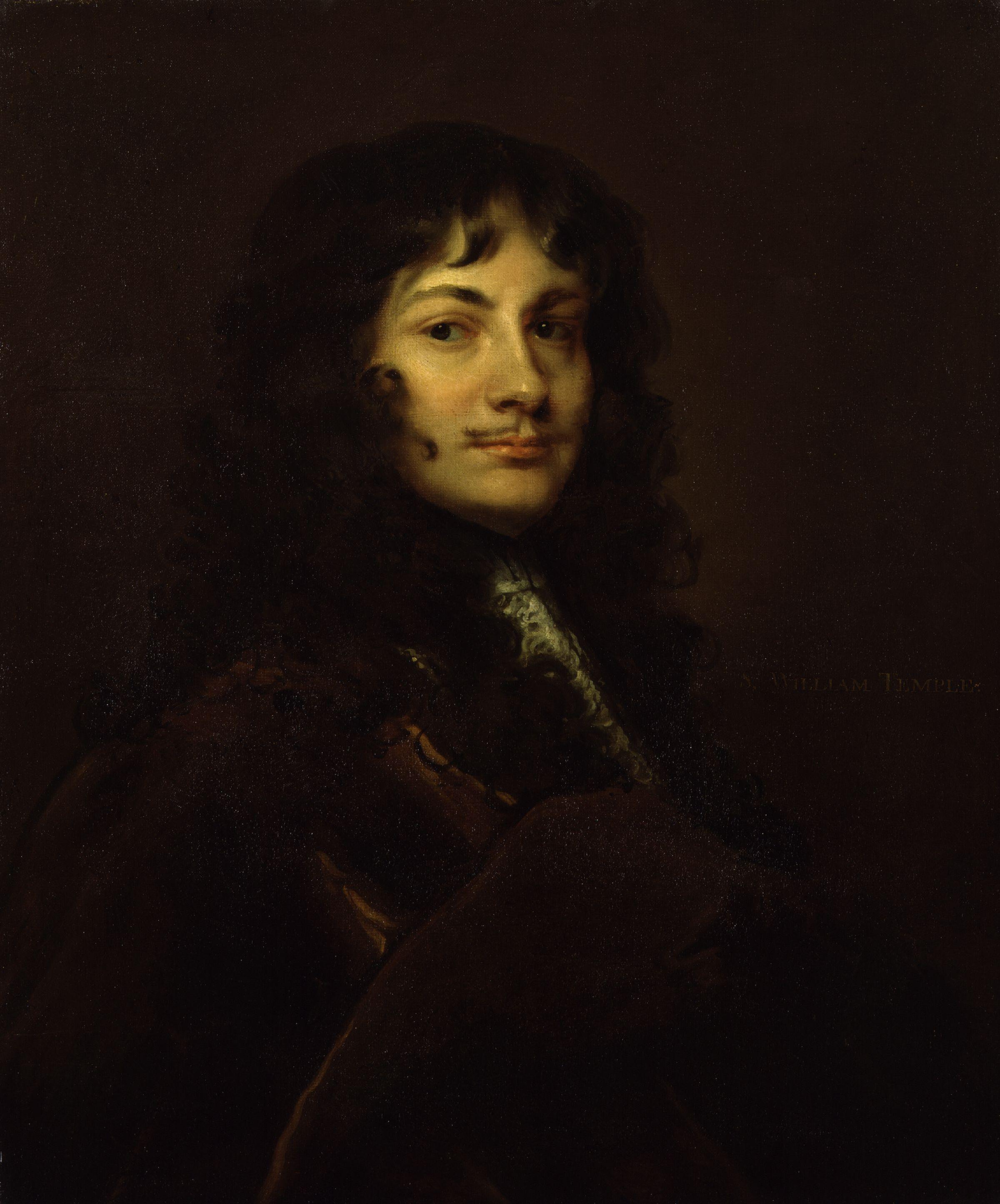
ウィリアム・テンプル（1628年 - 1699年）。「シャラワジ」の紹介者として知られている。

オランダ東インド会社の商人は、江戸期の日本から漆塗りの箪笥や衝立などとともに、シャラワジという言葉を輸入してきたかもしれない。はじめて西洋でシャラワジについて言及したウィリアム・テンプルはデン・ハーグのイギリス大使であり、1690年に出版された『エピクロスの庭園にて』においてこの語を用いた。彼は、この概念について以下のように簡潔に言及している。
我々のあいだでは、建築や植栽の美はおもに比率、相似性と均一性から判断される。庭の歩道と木々は、互いに対応するように、そして正確な間隔で配置される。中国人はこのような植栽を軽蔑する。(中略) 彼らの想像力の極致は、造形の勘案に用いられる。この造形は優れて美しく、目を引くものであるが、ふつうないし容易に識別することができるような秩序や配列が存在しない。我々はこの種の美をほとんど認識していないが、彼らにはこれを表現する特有の語彙がある。(中略) しかし、私はこのような試みを我々の庭園で行うべきとは思わない。それは普通の人間にとってあまりにも困難な業績である……
彼は輸入された日本の工芸品に描かれた異国趣味的で非対称な景観をみて、それが不規則な風景に対する彼の個人的な好みを支持するものであると考えた。彼は同様の不規則さを、景観の自然さに関して議論が交わされたオランダ式庭園にみていたかもしれない。シャラワジという用語を導入したことで、テンプルはイギリスにおける風景式庭園運動の発展につながる基本的な発想を導入したひとりであると考えられている。